# 何度も 何度も…
「何度も 何度も…」（なんども なんども）は、チャオ ベッラ チンクエッティの1作目のデジタルシングル。2017年12月20日にUP-FRONT WORKSから配信された。

## 概要
- 2017年12月13日よりレコチョクにて先行配信された[1]。
- 先行配信日の24時間限定特典として抽選で50名が発売記念イベントに招待された[2][3]。
- 本作がチャオ ベッラ チンクエッティのラストシングルとなった。

## 収録曲
| 全作詞・作曲・編曲: 夢野氏郷。 |                                           |          |            |      |
| #                              | タイトル                                  | 作詞     | 作曲・編曲 | 時間 |
| 1.                             | 「何度も 何度も…」                        | 夢野氏郷 | 夢野氏郷   | 4:58 |
| 2.                             | 「LOVE! 妄想ラプソディー♪」               | 夢野氏郷 | 夢野氏郷   | 4:39 |
| 3.                             | 「何度も 何度も…」(Instrumental)          | 夢野氏郷 | 夢野氏郷   | 4:58 |
| 4.                             | 「LOVE! 妄想ラプソディー♪」(Instrumental) | 夢野氏郷 | 夢野氏郷   | 4:40 |
| 合計時間:                      | 合計時間:                                 | 19:15    |            |      |

## リリース日一覧
| 地域 | リリース日                    | レーベル       | 規格                 | カタログ番号                                    |
| ---- | ----------------------------- | -------------- | -------------------- | ----------------------------------------------- |
| 日本 | 2017年12月13日 （レコチョク） | UP-FRONT WORKS | ダウンロードシングル | UFDL-1383（AAC-LC・44.1kHz/16bit・128/320kbps） |
| 日本 | 2017年12月20日                | UP-FRONT WORKS | ダウンロードシングル | UFDL-1383（AAC-LC・44.1kHz/16bit・128/320kbps） |